# Boulevard Barbaros
Il Boulevard Barbaros (in turco Barbaros Bulvarı) è una strada principale lunga 3,1 km situata nel distretto di Beşiktaş, sul lato europeo di Istanbul, in Turchia. Si snoda in linea retta in direzione sud-nord da Beşiktaş Meydani attraverso il quartiere di Yıldız fino a Zincirlikuyu, dove sfocia nel Büyükdere Caddesi. Prende il nome dall'ammiraglio della flotta ottomana Hayreddin Barbarossa (in turco Barbaros Hayrettin Paşa) (1478-1546 circa), la cui tomba si trova a Beşiktaş.
Il Boulevard è l'arteria principale del distretto centrale degli affari di Istanbul, il quale non si trova nel centro storico della città, ma piuttosto a nord di Piazza Taksim.

## Descrizione
Il viale, lungo 1,5 km, sale in pendenza da un'altezza di 1,5 m a Piazza Beşiktaş fino a 135 m a Balmumcu prima di Zincirlikuyu. Questa parte della strada è larga 50 m con una pendenza dell'8%, mentre la parte tra Balmumcu e Zincirlikuyu ha una larghezza di 30 m e una pendenza del 2-3%.

## Storia
La costruzione del viale iniziò nel 1957, nell'ambito del progetto di riqualificazione urbana di Istanbul dell'urbanista italiano Luigi Piccinato avviato dal primo ministro Adnan Menderes (1899-1961).
Aperta al traffico nel 1958, la strada fu inizialmente chiamata Yıldız Yokuşu ("salita di Yıldız")  o Yıldız Yolu ("strada di Yıldız"), poiché attraversa il quartiere di Yıldız.
La sua importanza è cresciuta quando è stata collegata al Ponte sul Bosforo, costruito nel 1973, che è diventato il primo percorso diretto tra le due sponde dello Stretto di Istanbul. Il Barbaros Bulvarı funge da raccordo per il Ponte sul Bosforo, conducendo all'autostrada interna O-1.